# Vizita lui Richard Nixon în China din 1972
Vizita din 1972 a președintelui Statelor Unite ale Americii Richard Nixon în Republica Populară Chineză a fost o uvertură strategică și diplomatică importantă care a marcat punctul culminant al procesului de reluare de către administrația Nixon a relațiilor între Statele Unite (SUA) și Republica Populară Chineză (RPC) după ani de izolare diplomatică. Vizita oficială de șapte zile în trei orașe chineze a fost prima dată când un președinte american a vizitat China comunistă; Sosirea lui Nixon la Beijing a pus capăt la unei perioade de 25 de ani în care cele două țări nu au comunicat și nu au avut relații diplomatice, fiind pasul cel mai important în normalizarea relațiilor dintre SUA și RPC. Nixon a vizitat RPC pentru a câștiga o poziție mai puternică în relațiile cu Uniunea Sovietică, în urma rupturii sino-sovietice. Normalizarea legăturilor a culminat în 1979, când SUA au stabilit relații diplomatice depline cu RPC.
Când Partidul Comunist Chinez a câștigat puterea în China continentală în 1949 și Kuomintang s-a retras⁠(d) pe insula Taiwan⁠(d) după încheierea de facto a Războiului Civil Chinez, Statele Unite au continuat să recunoască Republica Chineză ca singurul guvern al Chinei, acum cu sediul în Taipei. Înainte de alegerea sa ca președinte⁠(d) în 1968, fostul vicepreședinte Richard Nixon a sugerat stabilirea unei noi relații cu RPC. La începutul primului său mandat, prin consilierul său pentru securitate națională⁠(d) Henry Kissinger, Nixon a transmis propuneri subtile care sugerau ameliorarea relațiilor cu guvernul RPC. După o serie de astfel de inițieri de contacte între cele două țări, Kissinger s-a deplasat în misiuni diplomatice secrete la Beijing în 1971, unde s-a întâlnit cu premierul chinez Ciu Enlai. La 15 iulie 1971, președintele a anunțat la televiziune în direct că va vizita RPC în anul următor.
Vizita de o săptămână, din 21 până în 28 februarie 1972, a permis publicului american să vadă imagini din China continentală pentru prima dată în peste două decenii. Pe parcursul săptămânii, președintele și consilierii săi de rang înalt au purtat discuții de fond cu conducerea RPC, inclusiv o întâlnire cu președintele PCC, Mao Zedong, în timp ce prima doamnă Pat Nixon a vizitat școli, fabrici și spitale din orașele Beijing, Hangzhou și Shanghai însoțită de numeroși ziariști americani. Nixon a spus despre vizita aceea că a fost „săptămâna care a schimbat lumea”, descriere care continuă să aibă ecouri în vocabularul politic american. Repercusiunile vizitei lui Nixon continuă și astăzi; printre rezultatele aproape imediate s-au numărat o schimbare semnificativă a echilibrului Războiului Rece, apariția unei falii ideologice între Uniunea Sovietică și Republica Populară Chineză, care a dus la concesii sovietice semnificative și la eventuala cădere a URSS.
Astăzi, relația dintre Republica Populară Chineză și Statele Unite ale Americii este una dintre cele mai importante și vitale relații bilaterale din lume, și fiecare președinte succesiv al SUA, cu excepția lui Jimmy Carter și Joe Biden (care încă este în funcție și a vizitat deja țara pe când era vicepreședinte), a vizitat RPC. Vizita este în mod constant clasificată de către istorici, savanți și jurnaliști drept una dintre cele mai importante – dacă nu cea mai importantă – vizite ale unui președinte american oriunde în lume. De asemenea, sintagma „moment «Nixon în China»” a devenit o metaforă pentru capacitatea unui politician cu o reputație inatacabilă în rândul susținătorilor săi de a-și reprezenta și apăra valorile de a întreprinde acțiuni care le-ar atrage criticile și chiar opoziția dacă ar fi fost efectuate de cineva fără asemenea reputație.

## Vizita

### Contextul istoric

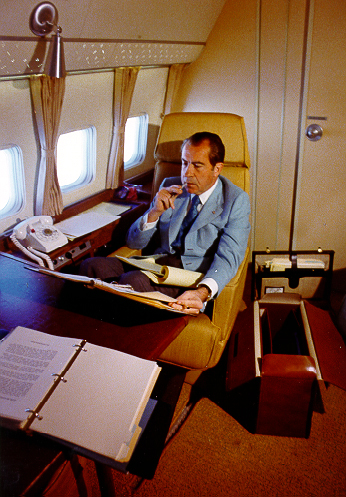
Nixon zboară în China cu Air Force 1

Îmbunătățirea relațiilor cu Uniunea Sovietică și RPC sunt adesea citate drept cele mai de succes realizări diplomatice ale președinției lui Nixon. După al Doilea Război Mondial, americanii au văzut cum relațiile dintre Statele Unite și Uniunea Sovietică se deteriorează, cum sovieticii și-au consolidat aliați comuniști în mare parte din Europa de Est, și potențiala victorie a forțelor PCC în Războiul Civil Chinez. Clasa conducătoare americană era îngrijorată că comuniștii ar putea domina școlile sau sindicatele.
În China, de la începutul rupturii sino-sovietice în 1956, a apărut percepția unei necesități ca aliații externi să contrabalanseze puterea Uniunii Sovietice.
Motivul deschiderii relațiilor cu China a fost ca SUA să câștige mai multe pârghii în relațiile cu Uniunea Sovietică. Rezolvarea războiului din Vietnam a fost un factor deosebit de important. Membrul Consiliului de Securitate Națională⁠(d) (și mai târziu ambasador al SUA în China ) Winston Lord⁠(d) a remarcat că, tratând cu flexibilitate atât cu Uniunea Sovietică, cât și cu China, Statele Unite au încercat să facă presiuni asupra ambelor țări pentru a-și reduce sprijinul pentru Vietnamul de Nord în noua lor prioritizare a relațiilor cu Statele Unite.
Unul dintre principalele motive pentru care Richard Nixon a devenit candidatul la vicepreședinție în 1952 alături de Dwight Eisenhower a fost ferma sa poziție anticomunistă. În ciuda acestui fapt, în 1972, Nixon a devenit primul președinte american care a vizitat China continentală în timpul mandatului. Până atunci, dintre președinții americani, primul care vizitase China fusese Ulysses S. Grant, în cadrul unui turneu mondial, după sfârșitul mandatului, când s-a întâlnit cu Prințul Gong⁠(d) și cu Li Hongzhang⁠(d). Cu două decenii înainte de a deveni președinte, Herbert Hoover trăise în China ca manager în industria minieră între 1899 și 1901, și vorbea puțin mandarina⁠(d). Eisenhower a făcut și el o vizită de stat în Taiwan în 1960, în perioada în care Statele Unite recunoșteau guvernul Republicii China din Taipei ca singurul guvern al Chinei.

### Pregătirea
În iulie 1971, consilierul pentru securitate națională⁠(d) al președintelui Nixon, Henry Kissinger, a vizitat în secret Beijingul în timpul unei călătorii în Pakistan și a pus bazele vizitei lui Nixon în China. Această întâlnire a fost organizată și facilitată de Pakistan prin canalele sale diplomatice puternice cu China. Stenogramele ședințelor de la Casa Albă, împreună cu unele documente care în trecut erau confidențiale arată că Nixon a început să lucreze pentru a deschide un canal de comunicare cu Beijingul încă din prima sa zi la Casa Albă. Pentru ca acest obiectiv ambițios să fie atins, președintele Nixon a efectuat o serie de mișcări atent calibrate pe la aliații Chinei comuniste, România și Pakistan.

## Călătoria în China

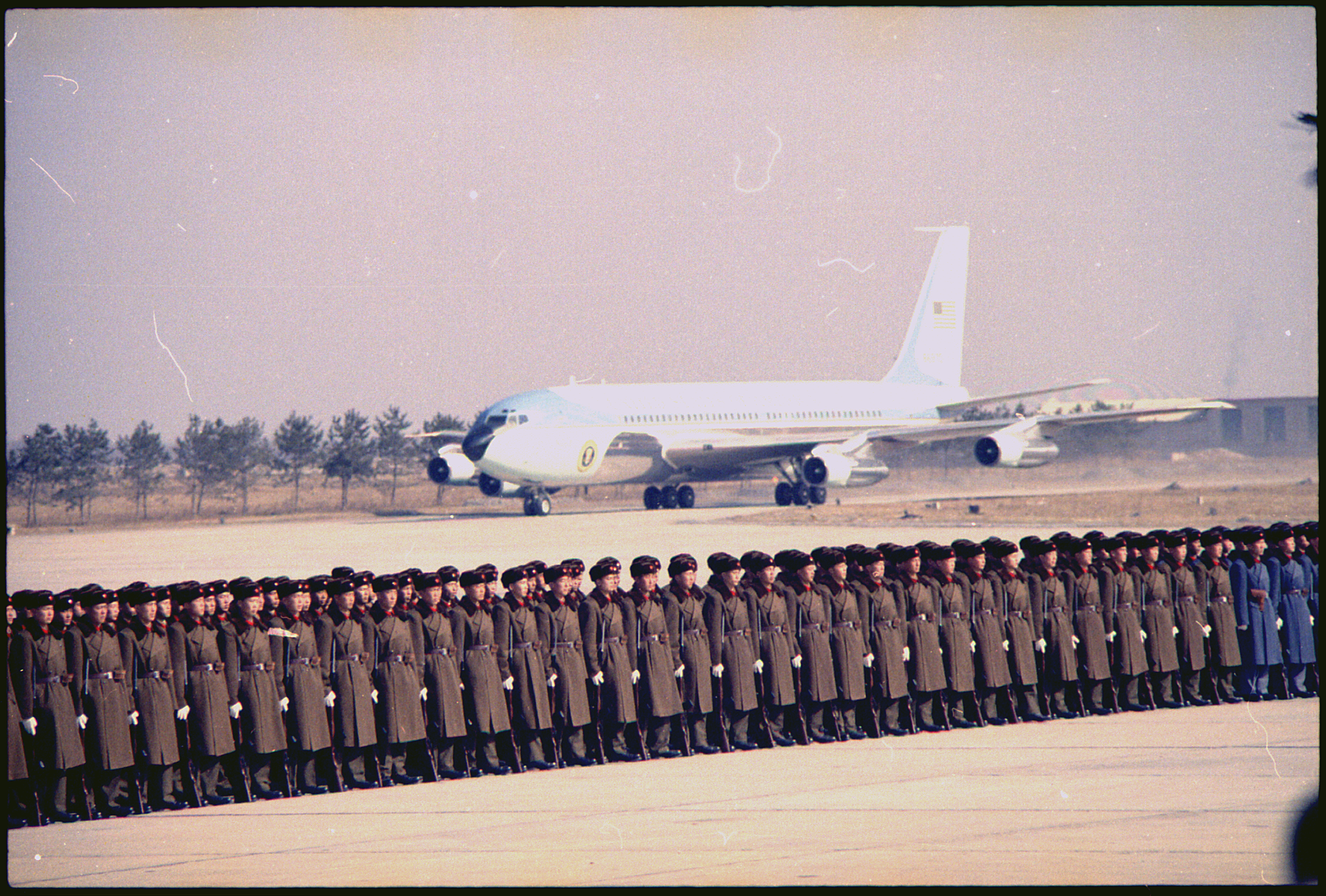
Air Force One aterizând la Beijing pe.
Personalul american a fost surprins de mica mulțime de la recepția de primire.

Președintele Nixon, soția sa și anturajul lor au părăsit Casa Albă pe 17 februarie 1972, petrecând o noapte la Kaneohe Marine Corps Air Station, Oahu, Hawaii. Au sosit a doua zi în Guam la ora 17, unde au petrecut noaptea la Nimitz Hill, reședința comandantului Forțelor Navale din zona Marianelor. În dimineața următoare, pe 21 februarie la 7 dimineața, soții Nixon au plecat din Guam spre Shanghai, unde au ajuns după 4 ore de zbor. Din Shanghai, au călătorit la Beijing.

### Întâlnirea cu Mao

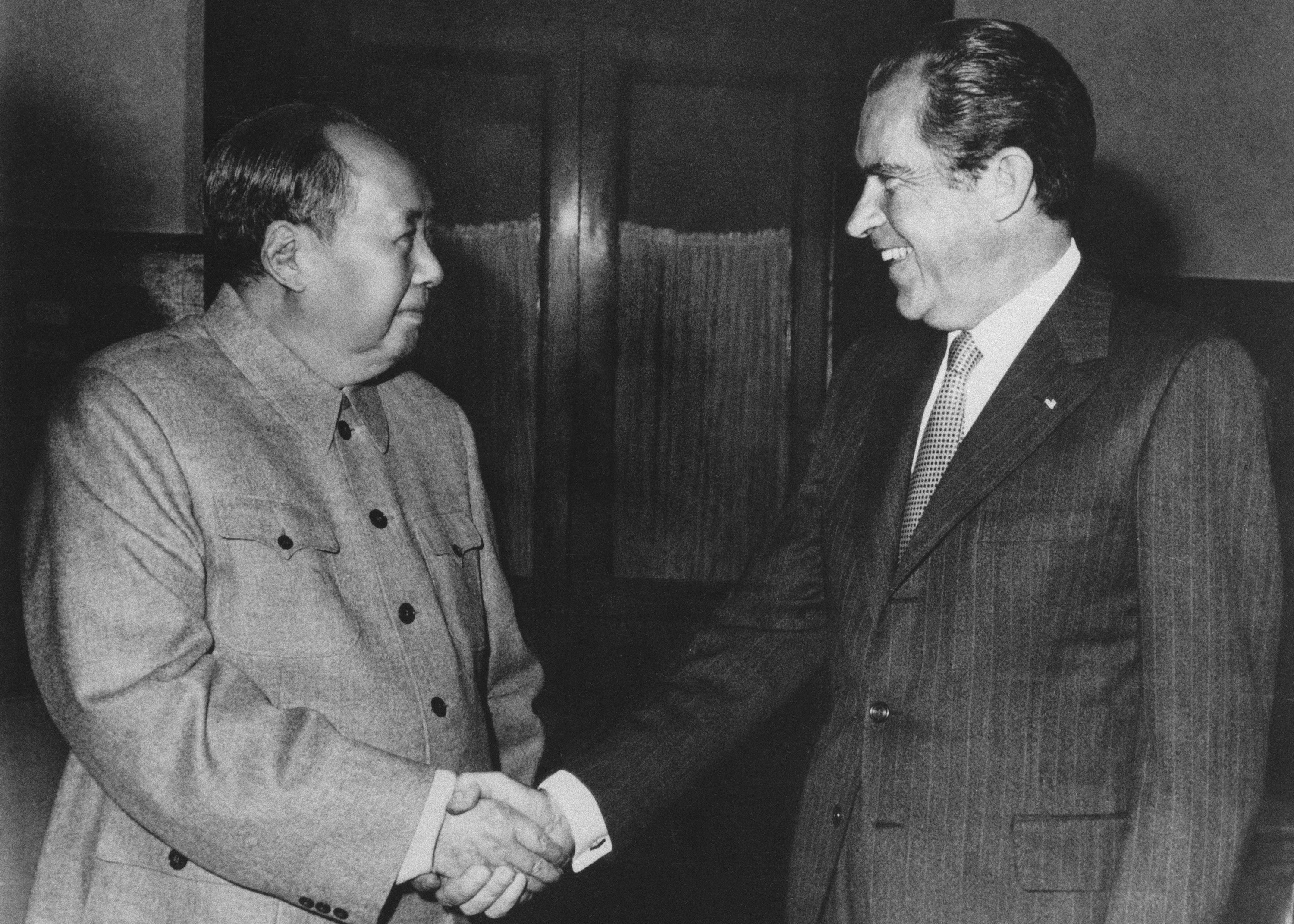
Nixon dă mâna cu liderul chinez Mao Zedong

Între 21 și 28 februarie, președintele american Richard Nixon a călătorit la Beijing, Hangzhou și Shanghai. Aproape de îndată ce a sosit în capitala chineză, președintele PCC, Mao Zedong, l-a invitat să aibă o întâlnire rapidă. Au fost prezenți și Kissinger și asistentul său Winston Lord. Pentru a nu-l pune într-o situație neplăcută pe secretarul de stat William P. Rogers, Nixon a cerut chinezilor ca Lord să fie exclus din toate fotografiile oficiale ale întâlnirii. Deși Nixon a stat în China timp de o săptămână, aceasta avea să fie singura lui întâlnire cu Mao.
Nixon și restul diplomaților americani la acea vreme nu știau că Mao avea probleme de sănătate și fusese internat în spital timp de câteva săptămâni până cu doar nouă zile înainte de sosirea lui Nixon. Cu toate acestea, Mao se simțea suficient de bine încât să insiste pe lângă oficialii săi să se va întâlnească cu Nixon la sosirea lui. După ce i-a fost prezentat pentru prima dată lui Nixon, vorbind prin traducătorul său, Mao i-a spus lui Nixon: „Cred că vechiul nostru prieten Chiang Kai-shek nu ar aproba deloc asta”. Mao a glumit și că „v-am votat la ultimele alegeri”. Încântat, Nixon a spus: „ați votat răul cel mai mic”, iar Mao a răspuns: „Îmi plac oamenii de dreapta, sunt relativ fericit când acești oameni de dreapta ajung la putere”.

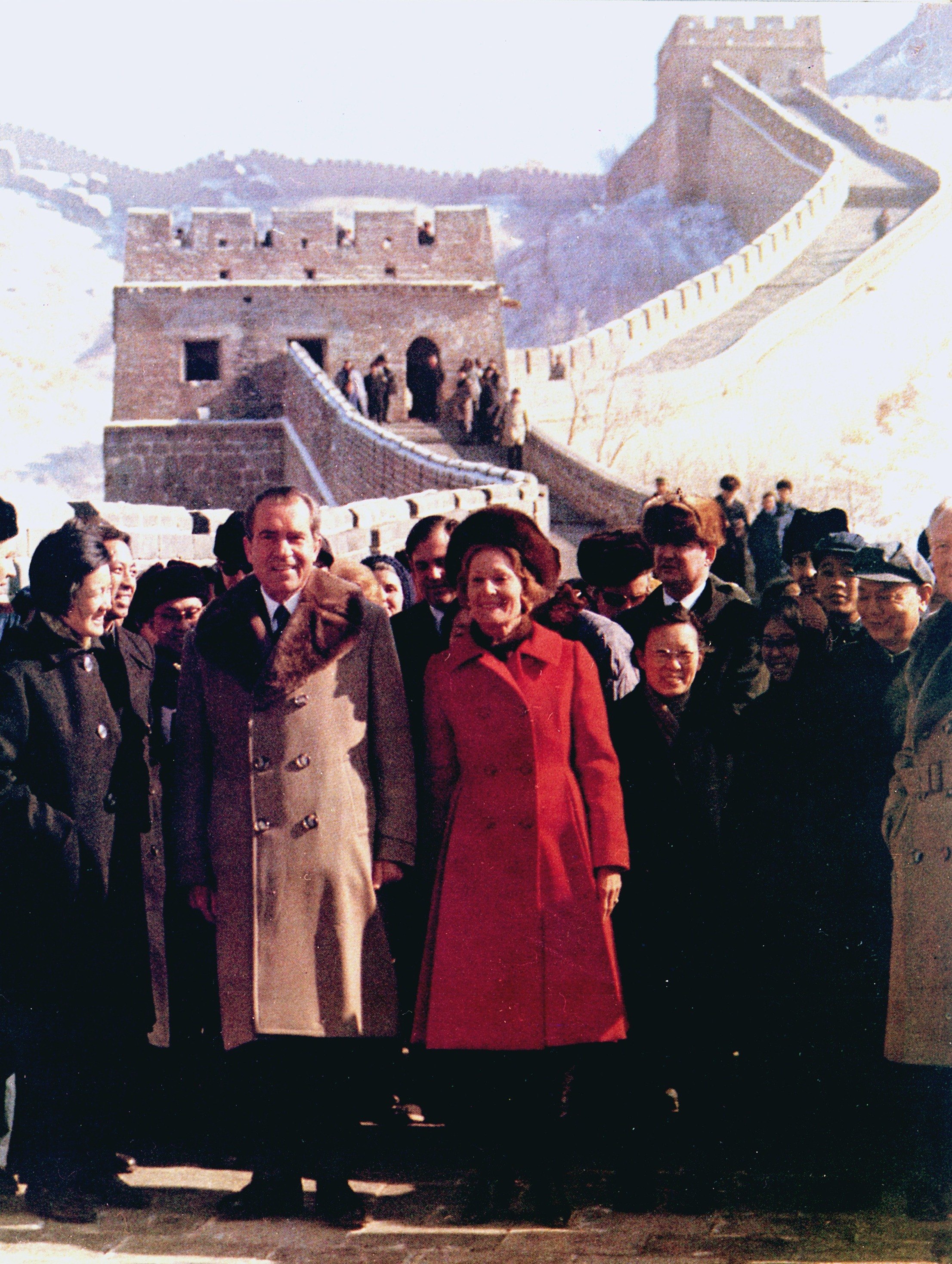
Richard și Pat Nixon cu delegații chinezi la Marele Zid

În calitate de observator al întâlnirii Mao-Nixon, Lord a remarcat la Mao sensibilitățile lui de om originar de la țară, și umorul său autodepreciant. Mao vorbea simplu, fără eleganță, dar comunica clar că aprobă vizita și o consideră utilă din punct de vedere diplomatic. Lord a descris limbajul direct și episodic al lui Mao drept o „prestație foarte iscusită”.

### Alte activități

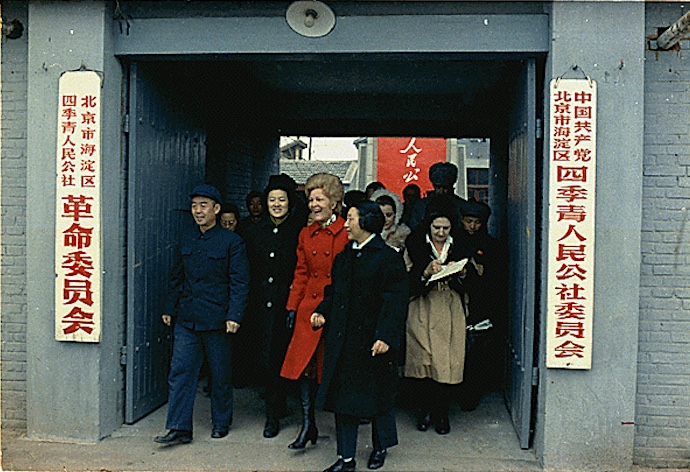
Pat Nixon la Beijing

Din cauza secretului din jurul negocierilor diplomatice din timpul vizitei și a diverselor restricții media, presa americană din China a urmărit mai mult vizita lui Pat Nixon. 
Nixon a avut multe întâlniri cu premierul chinez Ciu Enlai în timpul călătoriei și a făcut vizite la Marele Zid, Hangzhou și Shanghai. Statuia lebedelor din porțelan⁠(d) a lui Nixon, un cadou oferit lui Mao, a fost prezentată pe parcurs în cadrul ceremoniei de oferire de daruri.
Ziua de 27 februarie a marcat emiterea comună a Comunicatului de la Shanghai⁠(d), o declarație a opiniilor de politică externă chineză și americană care a rămas baza relațiilor bilaterale sino-americane⁠(d). În comunicat, ambele țări se angajau să colaboreze pentru normalizarea deplină a politicii diplomatice și și-au recunoscut diferențele de viziune pe termen lung.
Nixon a încheiat vizita în dimineața zilei de 28 februarie, când a părăsit China cu un zbor către Anchorage, Alaska.

### Rezultate

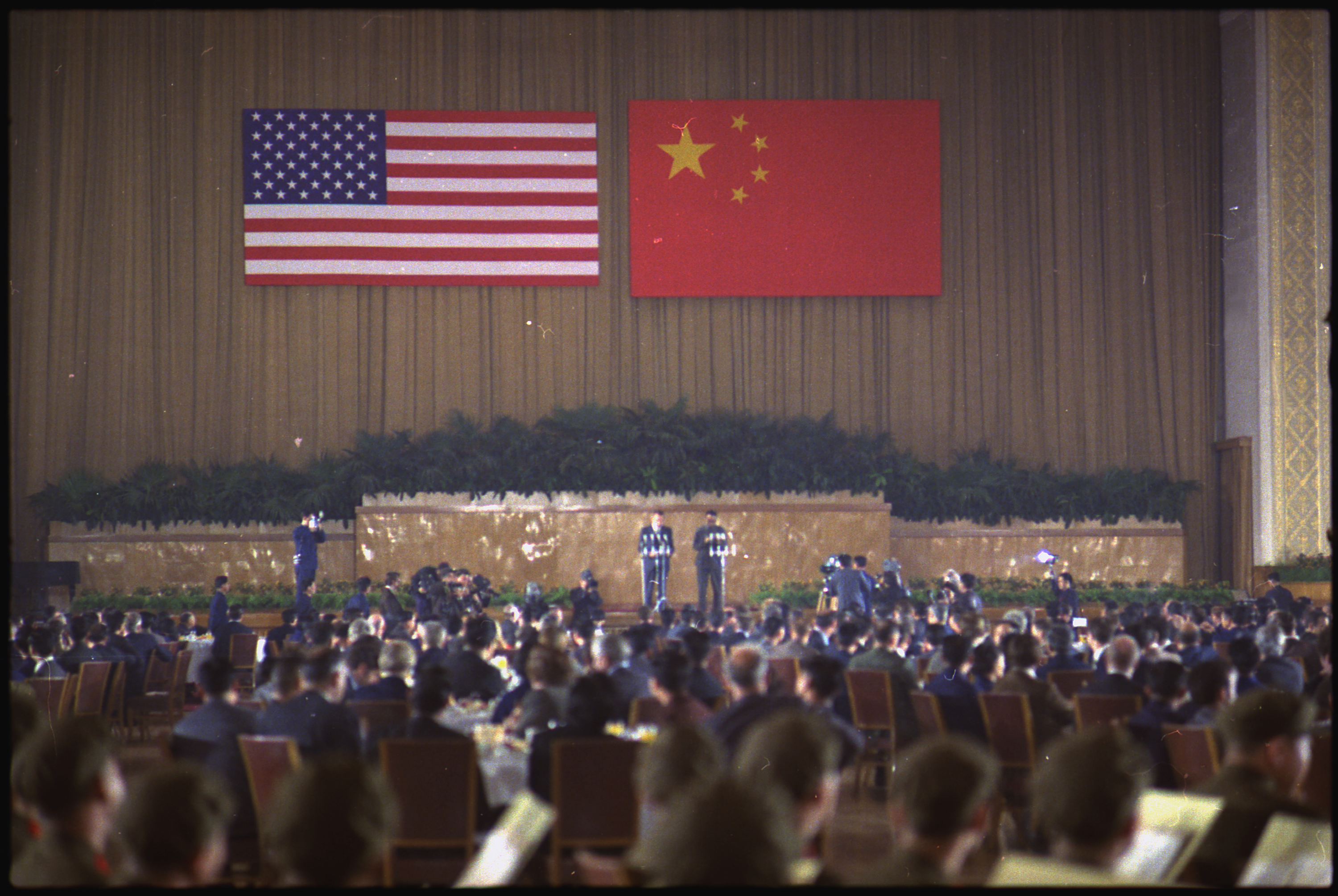
Richard Nixon și Ciu Enlai vorbind la un banchet la

Chinezii au acceptat o soluționare pașnică a chestiunii Taiwanului. Declarația a permis SUA și RPC să renunțe temporar la „chestiunea crucială care împiedică normalizarea relațiilor” referitoare la statutul politic al Taiwanului⁠(d) și să deschidă comerțul și alte contacte. Cu toate acestea, SUA au continuat să mențină relații oficiale cu guvernul Republicii Chineze din Taiwan, care nu au fost întrerupte decât în 1979, când SUA au stabilit relații diplomatice depline cu RPC.

În timp ce se afla la Shanghai, Nixon a vorbit despre ce înseamnă acest lucru pentru cele două țări în viitor:
Aceasta a fost săptămâna care a schimbat lumea, pentru că ceea ce am spus în acel comunicat nu este nici pe departe la fel de important ca ceea ce vom face în anii următori pentru a construi o punte peste 16.000 de mile și 22 de ani de ostilități care ne-au despărțit în trecut. Și ceea ce am spus astăzi este că vom construi acea punte.
Nixon și asistenții săi au planificat cu atenție călătoria pentru a avea cel mai mare impact posibil asupra audiențelor de televiziune din Statele Unite. Acoperirea mediatică a călătoriei a fost covârșitor de pozitivă. Interviurile ulterioare cu corespondenți care au călătorit cu președintele arată cât de dornici erau să ia parte la vizită, pe care unii au numit-o cea mai importantă întâlnire la nivel înalt pe care au avut-o vreodată.
John T. Downey și Richard Fecteau, agenți CIA care fuseseră ținuți prizonieri în China din noiembrie 1952, au fost eliberați după vizita lui Nixon în China.
În anul de după vizita lui Nixon, mai mulți aliați ai SUA, între care Japonia, Regatul Unit și Germania de Vest întrerupseseră relațiile cu Taiwanul pentru a stabili relații cu China.

#### Urmări
Vizita lui Nixon în China a fost bine planificată. Mass-media l-au prezentat pe Nixon comunicând cu oficiali guvernamentali chinezi, participând la dineuri și întâlnindu-se cu alte persoane influente. 
Max Frankel de la The New York Times a primit Premiul Pulitzer pentru Reportaj Internațional⁠(d) pentru relatarea evenimentului.
Urmările scandalului Watergate care a avut loc mai târziu în 1972 l-au determinat pe Nixon să deprioritizeze eforturile diplomatice viitoare cu RPC. Acest lucru a dus la amânarea deliberărilor cu privire la înființarea unei linii telefonice directe Beijing-Washington, care a fost propusă pentru prima dată în timpul vizitei în China și discutată între Kissinger și Ciu în reuniunile din noiembrie 1973. Linia directă Beijing-Washington a fost înființată ulterior în 2007.
Vizita a inspirat opera lui John Adams din 1987, Nixon în China⁠(d). Ea a făcut și subiectul unui film documentar PBS, American Experience: Nixon's China Game⁠(d).
Vizita lui Nixon a jucat un rol în realizarea comunicatului comun Japonia-China din septembrie 1972. În discuția sa cu premierul japonez Kakuei Tanaka, Mao Zedong a povestit: „I-am spus lui Nixon: «te-am votat când ai candidat pentru președinție. Încă nu știi.»” Mao a spus că nu are niciun interes în Partidul Comunist din Japonia și că a votat și pentru Kakuei Tanaka.
Vizita lui Nixon a jucat un rol în deschiderea Chinei către comerțul american, punând în cele din urmă o presiune în vederea scăderii inflației din SUA.
Pe măsură ce perspectivele de apropiere dintre China și SUA s-au îmbunătățit în urma vizitei, atenția Chinei asupra campaniei sale al Treilea Front⁠(d) pentru dezvoltarea industriei de bază și grele în zona cu relief dificil din interiorul țării a scăzut treptat.(pp4, 225-229) Apropierea dintre Statele Unite și China a diminuat teama de invazie care, împreună cu temerile de invazie sovietică, au motivat construcția celui de al Treilea Front.(p4)(p180)
În 1979, a avut loc o vizită de stat a lui Deng Xiaoping în Statele Unite din ianuarie până în februarie, prima vizită oficială în SUA a unui lider de rang înalt al RPC. Deng s-a întâlnit cu președintele în exercițiu Jimmy Carter și cu fostul președinte Nixon la un dineu oficial la Casa Albă.